# Abbà Pater
Abbà Pater (Latijn voor Goede vader) is een klassiek muziekalbum dat op 23 maart 1999 werd uitgegeven door paus Johannes Paulus II. Het album werd uitgebracht ter ere van zowel het naderende jubeljaar (2000) en het zeventigjarig jubileum van Radio Vaticaan. Abbà Pater verscheen op cd, minidisc en cassettebandje.
De nummers worden gezongen door de paus zelf en hij wordt begeleid door verschillende koren. Een groot deel van de teksten is afkomstig uit de Bijbel en de katholieke liturgie.

## Nummers
1. "Cercate il Suo Volto" – 3:03
2. "Cristo È Liberazione" – 3:25
3. "Verbum Caro Factum Est" – 1:07
4. "Abbà Pater – 5:46
5. "Vieni, Santo Spirito" – 9:24
6. "Padre, Ti Chiediamo Perdono" – 3:12
7. "Dove C'è Amore C'è Dio" – 4:06
8. "Padre Della Luce" – 4:26
9. "Un Commandento Nuevo" – 3:00
10. "Made di Tutte le Genti" – 5:37
11. "La Legge Delle Beatitudini" – 6:08

## Bezetting
- Paus Johannes Paulus II – vocalen
- Orchestra Nuova Sinfonietta Roma – Nummers 2–5, 8–11
- Orchestra St. Caterina d'Allesandria – Nummers 1 en 6
- Roman Academy Choir – Nummers 3, 4, 7 en 9
- Pablo Colino's Choir – Nummer 4
- Echo – Nummer 8
- Catharina Scharp – Vocalen op nummers 3, 5 en 9

## Hitlijsten
In de Amerikaanse behaalde het album de 17e positie in de Billboard 200. In de Top Heatseekers steeg het album naar de zesde plek. In Argentinië behaalde het album tweemaal de platina-status.